# YKK
YKK grupa Yoshida Kōgyō Kabushikigaisha, (Japanski: 吉田工業株式会社) osnovana 1934. godine, je najveći proizvođač patentnih zatvarača (smičak, zaporak, ciferšlus) na svijetu.

## Vanjske poveznice
- Službena stranica YKK Group-e